# Arbëreshë
Os arbëreshë, também conhecidos como arberescos, albaneses da Itália, ou ítalo-albaneses, são um grupo étnico de língua albanesa (dialeto arberesco) que vive na Itália meridional. Este povo se estabeleceu na Itália entre os séculos XV e XVIII depois da morte do grande herói albanês Skanderbeg.
Os arbëreshë conseguiram manter sua identidade e ainda se autodenominam albaneses. Todavia, à diferença da maior parte dos albaneses, majoritariamente muçulmanos, os arbëreshë são católicos, e sua língua foi influenciada pelo italiano mais do que qualquer outro dialeto albanês.
Referem-se à sua nação espalhada por várias regiões pelo termo Arbëria.
As migrações da Albânia para a Itália e particularmente para a Sicília foram incessantes desde o século XV e ainda hoje há levas de recém-chegados do Kosovo nas zonas arbëreshë, principalmente em Lungro e San Giorgio Albanese na Calábria e Piana degli Albanesi na Sicília.

## Comunas italianas com presença albanesa
As vilas arbëreshë têm normalmente dois nomes, um italiano e um albanês, com o qual os habitantes conhecem o lugar. Estes vilarejos são divididos em duas "ilhas" nas áreas da Itália meridional:
| Região     | Província  | Comuna (italiano - albanês)                | Fração comunal (italiano - albanês) |
| ---------- | ---------- | ------------------------------------------ | ----------------------------------- |
| Apúlia     | Foggia     | Casalvecchio di Puglia - Kazallveqi        | San Marzano - Shën Marcani          |
| Abruzo     | Pescara    | Rosciano                                   | Villa Badessa - Badhesa             |
| Molise     | Campobasso | Campomarino - Këmarini                     |                                     |
| Molise     | Campobasso | Montecilfone - Munxhfuni                   |                                     |
| Molise     | Campobasso | Portocannone - Portkanuni                  |                                     |
| Molise     | Campobasso | Ururi - Ruri                               |                                     |
| Campânia   | Benevento  | Ginestra degli Schiavoni                   |                                     |
| Campânia   | Avellino   | Greci                                      |                                     |
| Basilicata | Potenza    | Barile - Barilli                           |                                     |
| Basilicata | Potenza    | Maschito - Mashqiti                        |                                     |
| Basilicata | Potenza    | San Costantino Albanese - Shën Kostandini  |                                     |
| Basilicata | Potenza    | San Paolo Albanese - Shën Pali             |                                     |
| Basilicata | Potenza    | Ginestra - Xhinestra                       |                                     |
| Basilicata | Potenza    | Ripacandida                                |                                     |
| Calábria   | Catanzaro  | Caraffa - Garafa                           |                                     |
| Calábria   | Catanzaro  | Vena di Maida                              |                                     |
| Calábria   | Catanzaro  | Arietta                                    |                                     |
| Calábria   | Catanzaro  | Marcedusa                                  |                                     |
| Calábria   | Catanzaro  | Andali                                     |                                     |
| Calábria   | Catanzaro  | Zagarise                                   |                                     |
| Calábria   | Catanzaro  | Amato                                      |                                     |
| Calábria   | Catanzaro  | Zangarona                                  |                                     |
| Calábria   | Catanzaro  | Gizzeria                                   |                                     |
| Calábria   | Crotone    | Carfizzi - Karfici                         |                                     |
| Calábria   | Crotone    | Pallagorio - Puhëriu                       |                                     |
| Calábria   | Crotone    | San Nicola dell'Alto - Shën Kolli          |                                     |
| Calábria   | Cosenza    | Cervicati - Çervikati                      |                                     |
| Calábria   | Cosenza    | Civita - Çifti                             |                                     |
| Calábria   | Cosenza    | Frascineto - Frasnita                      | Ejanina - Purçilli                  |
| Calábria   | Cosenza    | Falconara Albanese - Fullkunara            |                                     |
| Calábria   | Cosenza    | Castroregio - Kastërnexhi                  | Farneta                             |
| Calábria   | Cosenza    | Firmo                                      |                                     |
| Calábria   | Cosenza    | Acquaformosa - Firmoza                     |                                     |
| Calábria   | Cosenza    | Cerzeto - Qana                             | Cavallerizzo - Kajverici            |
| Calábria   | Cosenza    | San Demetrio Corone - Shën Mitri           | Macchia Albanese - Maqi             |
| Calábria   | Cosenza    | San Benedetto Ullano - Shën Benedhiti      | Marri - Allimarri                   |
| Calábria   | Cosenza    | San Giorgio Albanese - Mbuzati             |                                     |
| Calábria   | Cosenza    | Mongrassano - Mungrasana                   |                                     |
| Calábria   | Cosenza    | Santa Caterina Albanese - Picilia          |                                     |
| Calábria   | Cosenza    | Plataci - Pllatani                         |                                     |
| Calábria   | Cosenza    | Spezzano Albanese - Spixana                |                                     |
| Calábria   | Cosenza    | San Martino di Finita - Shën Murtiri       |                                     |
| Calábria   | Cosenza    | Santa Sofia d'Epiro - Shën Sofia           |                                     |
| Calábria   | Cosenza    | San Basile - Shën Vasili                   |                                     |
| Calábria   | Cosenza    | San Cosmo Albanese                         | Strighari                           |
| Calábria   | Cosenza    | Lungro - Ungra                             |                                     |
| Calábria   | Cosenza    | Vaccarizzo Albanese - Vakarici             |                                     |
| Calábria   | Cosenza    | San Lorenzo del Vallo                      |                                     |
| Calábria   | Cosenza    | Rota Greca                                 |                                     |
| Calábria   | Cosenza    | San Marco Argentano                        |                                     |
| Sicília    | Palermo    | Contessa Entellina - Kundisa               |                                     |
| Sicília    | Palermo    | Piana degli Albanesi - Hora e Arbëreshëvet |                                     |
| Sicília    | Palermo    | Santa Cristina Gela - Sëndahstina          |                                     |

As ruas principais de muitas vilas arbëreshë chamam-se Via Giorgio Castriota em homenagem a Skanderbeg.

## Língua
Não existe uma estrutura oficial política, cultural ou administrativa que represente a comunidade arbëreshë. A língua não é reconhecida legalmente, não é ensinada nas escolas - exceção feita para algumas escolas maternais privadas - nem usada na administração. Apenas a comuna de Hora e Arbëreshëvet (Piana degli Albanesi), na Sicília, reconhece a língua albanesa.
Existem, todavia, associações que tentam proteger a cultura arbëreshë, em particular na província de Cosenza. A língua é usada em algumas rádios privadas e em algumas revistas locais. Os estatutos regionais do Molise, Basilicata e Calábria fazem referência à língua e à cultura dos arbëreshë. Ainda assim, estes sentem que sua identidade encontra-se ameaçada. Por outro lado, cresce o uso da língua escrita, lembrando-se que o arbëreshë não é um dialeto regional italiano, mas um dialeto albanês (shqip).

## História
Antes da conquista pelo Império Otomano, todos os albaneses eram chamados de arbëreshë. Posteriormente, cerca de 300 000 deles emigraram e se fixaram na Itália. As gerações nativas italianas continuaram a referir-se a si próprios como arbëreshë, enquanto aqueles que permaneceram na Albânia se deram o nome de shqiptarëve (compare com a palavra albanesa Shqip, presente no nome local do país e da língua).
Os arberëshë habitavam a Grécia de então; estavam distribuídos originariamente no Epiro e nos montes Pindo. São os descendentes da população proto-albanesa espalhada pelos Bálcãs ocidentais. Entre os séculos XI e XIV, as tribos arbëreshë se deslocaram em pequenos grupos rumo ao sul da Grécia (Tessália, Corinto, Peloponeso, Ática) onde fundaram colônias. A sua habilidade no campo militar fez com que se tornassem os mercenários preferidos dos sérvios, francos, catalães, italianos e bizantinos.
A invasão da Grécia pelo Império Otomano no século XV fez com que muitos arbëreshë emigrassem para as ilhas sob o controle de Veneza e para a Itália meridional. Em 1448, o rei aragonês Afonso V (1396–1458) pediu ajuda ao seu aliado albanês Jorge Castrioto de Cruja para reprimir uma revolta de barões. Afonso de Aragão o recompensou com terras na província de Catanzaro. Em 1450, outro grupo de arbëreshë interveio na Sicília e se fixou nos arredores de Palermo. Assim, os arbëreshë contribuíram para a criação do Reino das Duas Sicílias.
Durante o período da guerra de sucessão em Nápoles, Fernando II de Aragão convocou novamente as tropas arbëreshë contra os exércitos franco-italianos e Jorge Castrioto desembarcou, em 1461, em Brindisi. Depois de alguns sucessos, os arbëreshë aceitaram terras na Apúlia, enquanto Jorge Castrioto retornou para organizar a resistência albanesa contra os turcos, que haviam ocupado a Albânia entre 1468 e 1492. Parte da população arbëreshë migrou para a Itália meridional, onde o rei de Nápoles ofereceu-lhe outras aldeias na Apúlia, Calábria, Sicília e Molise.
A última onda migratória, entre os anos de 1500 e 1534, teve como protagonistas os arbëreshë da Grécia central. Empregados como mercenários da República Veneziana, foram obrigados a evacuar as colônias do Peloponeso com a ajuda das tropas de Carlos V, quando os turcos invadiram a região. Carlos V acolheu estas tropas na Itália meridional para reforçar suas defesas contra a ameaça dos invasores turcos. Instalados em aldeias isoladas (o que lhes possibilitou manter inalterada a sua cultura até o século XX), os arbëreshë sempre foram tradicionalmente soldados do Reino de Nápoles e da República de Veneza, desde as guerras religiosas até a invasão napoleônica.
A onda migratória da Itália meridional para a América, entre os anos de 1900 e 1910, quase que reduziu pela metade a população das aldeias arbëreshë e colocou a população em risco de desaparecimento cultural, apesar do início de uma retomada artística e cultural no século XIX.